# Loxonia burttiana
Loxonia burttiana är en tvåhjärtbladig växtart som beskrevs av A. Weber. Loxonia burttiana ingår i släktet Loxonia och familjen Gesneriaceae. Inga underarter finns listade i Catalogue of Life.